# Sassey-sur-Meuse
Sassey-sur-Meuse település Franciaországban, Meuse megyében. Lakosainak száma 89 fő (2022. január 1.). Sassey-sur-Meuse Doulcon, Dun-sur-Meuse, Milly-sur-Bradon, Mont-devant-Sassey és Mouzay községekkel határos.

## Népesség
A település népessége az elmúlt években az alábbi módon változott:
| Lakosok száma | 147  | 119  | 118  | 118  | 109  | 108  | 103  | 90   | 91   | 89   |
|               | 1968 | 1982 | 1990 | 2006 | 2013 | 2015 | 2017 | 2019 | 2020 | 2022 |